# 瀨能禮子
瀨能禮子（1933年7月1日—2017年8月8日）是日本的女性演員、聲優，東京都出身。所屬Theatre Echo。

## 主要演出作品

### 電視劇（為女演員時）
- 水漏甲介1975年1月12日播出（借錢的女人）
- 彩虹定期遍2002年播出（靜子奶奶）

### 電視動畫
- 明日之星娜佳（院長）
- 怪獸王塔根（瑪美）
- 激走！魯本凱撒（速水美子）
- 原始少年良（良的母親）
- 湯匙阿姨（湯匙阿姨（湯匙・比約恩））
- 愛正義的人 月光假面（老婆婆）
- 我是敦子（坂本節子）
- 巴黎伊莎貝爾（瑪麗）
- 秘密的厚子（第1作）（厚子的媽媽）
- 危險調查員（老婦人）
- 山鼠洛基查克（洛基媽媽）
- 溫莎君（幸太的母親）

2008年
- 真實之淚 true tears（乃繪的奶奶）

### 劇場版動畫
- 黑神鍋傳奇（奧歌）
- 權狐（八重）
- 熊貓小熊貓（奶奶）
- 101忠狗（露西）

1987年
- 王立宇宙軍～歐尼亞米斯之翼～（紀錄片旁白）

### 外語配音
- 紅髮安妮各作品（瑞秋・林德）
- 我愛露西（露西兒（露西）・愛絲梅拉達・麥吉利卡迪・李卡多（露西兒·鮑爾））→櫻京美之後續接
- 魔繭（蘿西・李夫柯維茲・愛加斯（海塔·威爾））
- 深閨疑雲（麗娜・麥克萊德羅（瓊安・芳婷））富士電視台版
- 死亡禁地（薇拉（潔琪·巴洛斯））
- 窈窕淑男（麗塔・馬歇爾（桃莉絲·貝拉克））富士電視台版
- 佩瑞·梅森（黛拉・史崔特（芭芭拉·海爾））NET版

### 特攝
- SF連續劇 猴子軍團（緩慢的聲音、定影劑的聲音）
- 假面騎士X（蜈蚣楊貴妃的聲音）
- 假面騎士Stronger（第9話館內廣播的聲音、蛇女的聲音）
- 兄弟拳拜克羅斯（守護神天馬的聲音）
- 太陽戰隊太陽火神（婆羅門格的聲音）
- 超神比賓（加賀鏡的聲音、再生加賀鏡的聲音、再生伊斯瑪的聲音）

### 連續劇
- 老師篇 第2系列

### 旁白
- THE WIDE

### 其他電視
- 你時網路（告訴我！奶奶・時奶奶）